# St. Sebastian und Rochus (Winzingen)

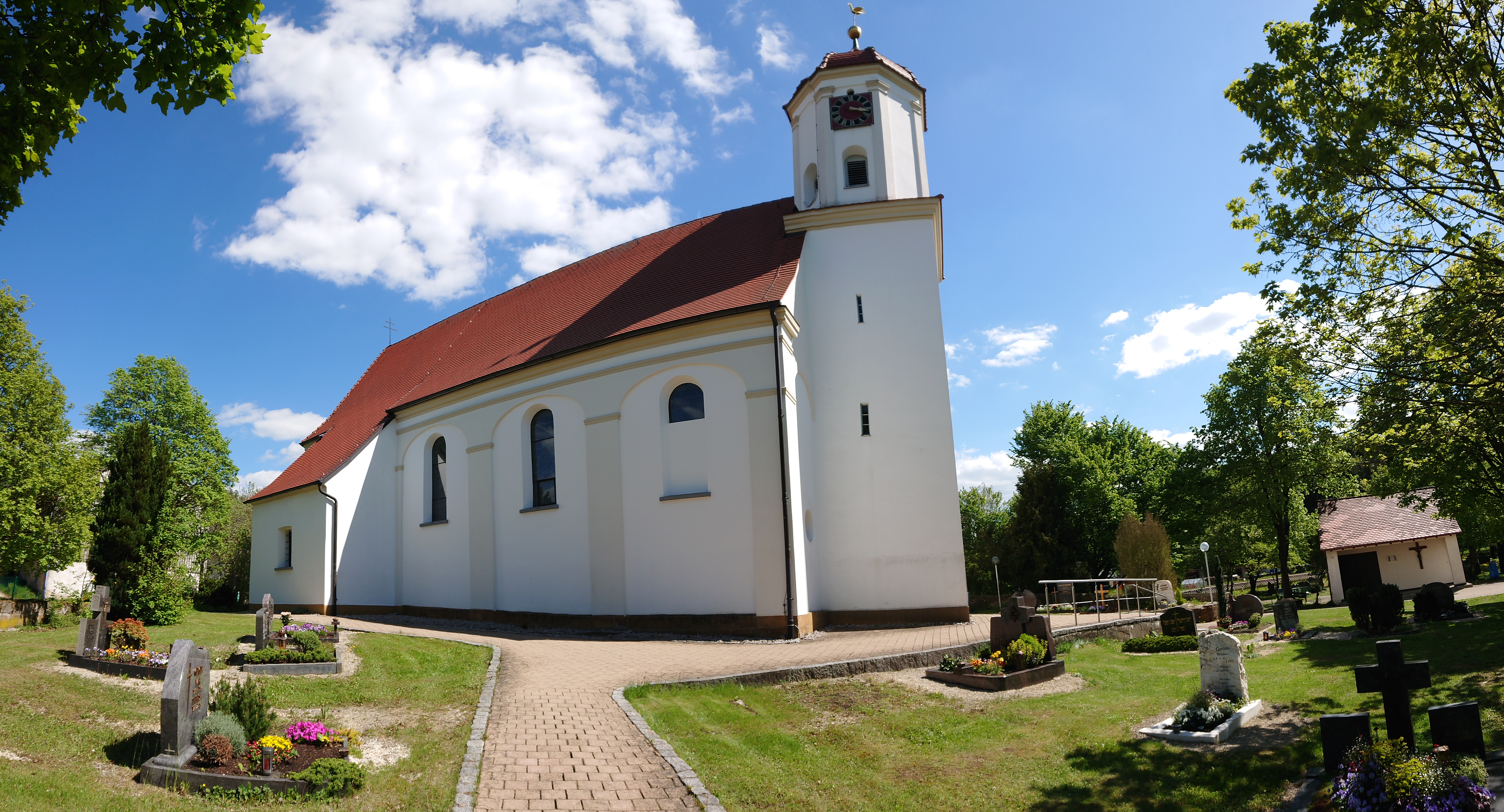
St. Sebastian und Rochus in Winzingen

Die römisch-katholische Pfarrkirche St. Sebastian und Rochus ist ein geschütztes Kulturdenkmal nach dem Denkmalschutzgesetz. Sie steht in Winzingen, einem Ortsteil der Stadt Donzdorf im Landkreis Göppingen in Baden-Württemberg. Die Kirchengemeinde gehört zum Dekanat Göppingen-Geislingen in der Diözese Rottenburg-Stuttgart. Patrone sind die beiden Pestheiligen Rochus von Montpellier und Sebastian.

## Beschreibung

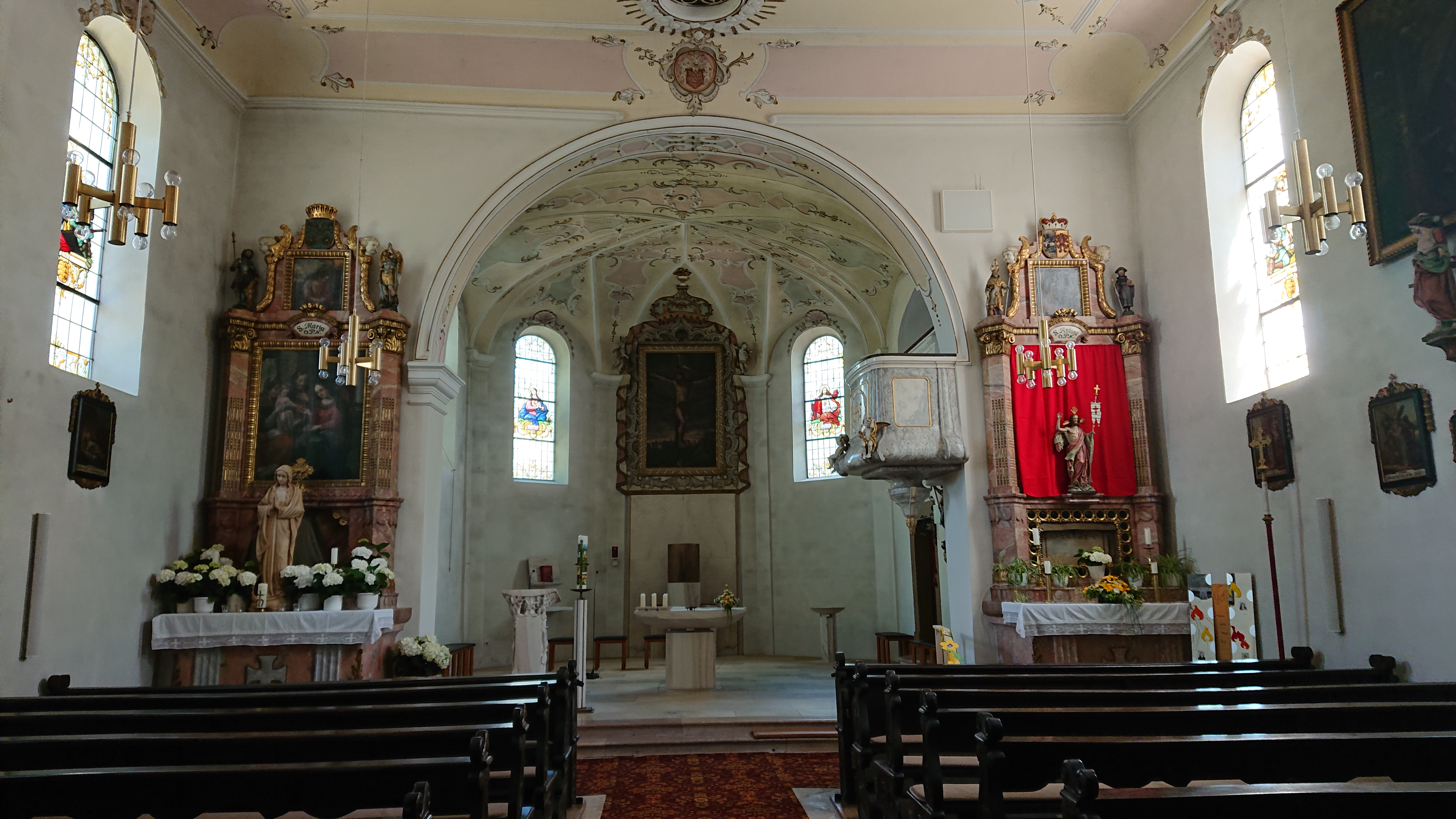
Blick zum Chor

Die Saalkirche wurde 1619 nach einem Entwurf von Antonio Serro erbaut und um 1740 barockisiert. Sie besteht aus einem Langhaus, einem eingezogenen, dreiseitig geschlossenen Chor im Osten und einem Kirchturm im Westen, der später mit einem achteckigen Geschoss mit Pilastern an den Ecken, das die Turmuhr und den Glockenstuhl beherbergt, aufgestockt und mit einer Glockenhaube bedeckt wurde. 1773 wurde an der Nordwand des Chors unter seinem Schleppdach die Sakristei und an der Südwand ein Oratorium angebaut, in dem sich ein Werkzyklus über die vierzehn Nothelfer befindet. Der mit einem Triumphbogen vom Chor getrennte Innenraum des Langhauses, in dessen Westen sich eine Empore für die Orgel befindet, ist mit einer Decke mit Hohlkehle überspannt. Die Wände im Innenraum des Chors sind mit Pilastern gegliedert.